# Constantin Nörrenberg
Constantin Nörrenberg (* 24. August 1862 in Dormagen; † 4. August 1937 in München) war ein deutscher Bibliothekar, Germanist und Bibliotheksdirektor.

## Wirken
Nach seiner Reifeprüfung am Friedrich-Wilhelms-Gymnasium in Köln studierte Nörrenberg Germanistik an den Universitäten Bonn und Berlin. 1884 promovierte er an der Universität Gießen. Als wissenschaftlicher Hilfsarbeiter begann er seine Arbeit 1886 an der Universitätsbibliothek Marburg/L. 1889 wechselte er an die Königliche Bibliothek Berlin. Von 1891 bis 1904 war er als Bibliothekar an der Universitätsbibliothek Kiel tätig. 1893 unternahm er eine längere Studienreise in die USA und studierte dort u. a. das amerikanische Bibliothekswesen.
Vom 1. Mai 1904 bis zu seiner Pensionierung am 31. März 1928 war Nörrenberg dann der erste Leiter der Landes- und Stadtbibliothek Düsseldorf. Er setzte sich u. a. auf vielfältige Weise im Richtungsstreit der Volksbibliothekare ein und initiierte die Bücherhallenbewegung.

## Schriften (Auswahl)
- Studien zu den niederrheinischen Mundarten. Karras, Halle/S. 1884 (Dissertation Universität Gießen).

- Bibliothekarischer Weltcongress zu Chicago. In: Zentralblatt für Bibliothekswesen, Bd. 10 (1893), S. 410–416 (online).
- Congress und Conferenz der Bibliothekare in Chicago. In: Zentralblatt für Bibliothekswesen, Bd. 11 (1894), S. 70–76, S. 97–102 (online).
- Die neuen Bibliotheksgesetze des Staates New York. In: Zentralblatt für Bibliothekswesen, Bd. 11 (1894), S. 272–277 (online).
- Die Volksbibliothek, ihre Aufgabe und ihre Reform. Kiel: Gnevkow und v. Gellhorn 1896
- Kieler Bruchstücke aus Heinrichs von dem Türlin Crone. In: Beiträge zur Bücherkunde und Philologie. August Wilmanns zum 25. März 1903 gewidmet. Harrassowitz, Leipzig 1903, S. 406–418 (online).